# EVILÄLIVE
『EVILÄLIVE』（エビルアライブ、エヴィルアライヴ）は、上木彩矢の4枚目のミニアルバム（インディーズミニアルバムを含む）。

## 概要
- エイベックスへの移籍後、2枚目のミニアルバム。
- 初回盤はDVD付き。

## 収録曲
1. EVILÄLIVE
  - 作詞：上木彩矢 / 作曲・編曲：森下志音、上木彩矢
2. crossover
  - 作詞：上木彩矢 / 作曲・編曲：TATOO
3. one week
  - 作詞：上木彩矢 / 作曲：Kazuaki Yamashita / 編曲：Akira Murata
4. AGAIN
  - 作詞：上木彩矢 / 作曲・編曲：TATOO
5. Aria
  - 作詞：上木彩矢 / 作曲・編曲：原一博
6. Japanese Rockin' Girls
  - 作詞：上木彩矢 / 作曲・編曲：Hirofumi Hibino、Hugo Lira、Thomas Gustafsson、Negin、Ian-Pao lo Lira
7. Yell
  - 作詞：上木彩矢 / 作曲・編曲：原一博

### DVD（初回盤のみ）
1. 『AYA KAMIKI LIVE 2010 -Gloriosa-』（ミーティング・リハーサル・ライヴ・打ち上げ）密着ダイジェスト映像 (LIVE)
2. 『EVILÄLIVE』CDジャケット&『LIVEÄEVIL』フォトブック撮影密着ダイジェスト映像 (OFF SHOT)
3. EVILÄLIVE (MUSIC CLIP)